# Milan Paulus
Milan Paulus (18. července 1936 Chrudim – 3. června 2008) byl český fotbalový brankář.

## Fotbalová kariéra
V československé lize hrál za Spartak Hradec Králové, s nímž získal roku 1960 historický titul mistra, jediný v dějinách klubu a první, který v československé lize putoval mimo Prahu a Bratislavu.

## Ligová bilance
| Ročník                                   | Zápasy | Góly | Klub                   |
| ---------------------------------------- | ------ | ---- | ---------------------- |
| 1. československá fotbalová liga 1959/60 | 4      | 0    | Spartak Hradec Králové |
| 1. československá fotbalová liga 1961/62 | 14     | 0    | Spartak Hradec Králové |
| 1. československá fotbalová liga 1962/63 | 14     | 0    | Spartak Hradec Králové |
| 1. československá fotbalová liga 1963/64 | 14     | 0    | Spartak Hradec Králové |
| 1. československá fotbalová liga 1965/66 | 8      | 0    | Spartak Hradec Králové |
| 1. československá fotbalová liga 1966/67 | 7      | 0    | Spartak Hradec Králové |
| CELKEM                                   | 53     | 0    |                        |